# Lozzo di Cadore
Lozzo di Cadore là một đô thị ở tỉnh Belluno trong vùng Veneto, có vị trí cách khoảng 120 km về phía bắc của Venice và khoảng 45 km về phía đông bắc của Belluno. Tại thời điểm ngày 31 tháng 12 năm 2004, đô thị này có dân số 1.653 và diện tích 30,4 km².
Lozzo di Cadore giáp các đô thị: Auronzo di Cadore, Domegge di Cadore, Lorenzago di Cadore, Vigo di Cadore.